# ارکیده درازگوش عینکی
ارکیده درازگوش عینکی (نام علمی: Diuris conspicillata) نام یک گونه از سرده ارکیده درازگوش است.